# Полосухин, Порфирий Порфирьевич
Порфирий Порфирьевич Полосухин (18 февраля 1910, Казань, Российская империя — 30 января 1971, Москва, СССР) — советский парашютист и воздухоплаватель, мировой рекордсмен. Заслуженный мастер спорта СССР (1949), подполковник.

## Биография
Родился 18 февраля 1910 года в городе Казань. Русский.
В сентябре 1928 года был призван в РККА, служил минёром на учебном крейсере «Коминтерн» на Черноморском флоте. С марта 1932 года служил старшим минёром Краснознаменной Амурской флотилии Дальневосточного флота. В октябре 1932 года поступил, и в сентябре 1934 года окончил Высшую парашютную школу в Дирижабельном учебном комбинате ГВФ. С сентября 1934 года служил инструктором парашютной службы, а с апреля 1935 года — инструктором аэронавтом Главного управления ГВФ. В 1935 году окончил Высшую воздухоплавательную школу ГВФ. С мая 1937 года служил инструктором аэронавтом и начальником парашютно-десантной службы (ПДС) Управления воздухоплавания ГВФ. В 1938 году был утвержден в качестве запасного члена экипажа стратостата-парашюта СССР ВР-60 «Комсомол». Принимал участие в советско-финской войне. С февраля 1940 года служил старшим пилотом и начальником ПДС Летного центра Главного управления ГВФ. С декабря 1940 года служил инструктором ПДС Главного управления гидрометеослужбы.
С первых дней Великой Отечественной войны выполнял спецзадания командования по подготовке и десантированию парашютистов-диверсантов. С июля 1941 года — комиссар спецсборов ВВС КА в Краснодаре. С октября 1941 года в качестве военпреда ВВС служил на парашютном заводе № 3 в городе Иваново, организовывал изготовление парашютов, для нужд Западного фронта, которые при приёмке лично испытывал в воздухе. Полосухин неоднократно выезжал на фронт для инструктажа по пользованию материальной частью и подготовки парашютистов. С сентября 1942 года служил старшим помощником начальника отдела МТО в Центральном штабе партизанского движения. С марта 1943 года служил старшим помощником начальника оперативного отдела в Белорусском штабе партизанского движения, 18 раз вылетал в Белорусские леса к партизанам. Отвечал за организацию и содержание партизанских аэродромов, их маскировку и систему оповещения, взаимного предупреждения с земли и воздуха, подготовку партизанских команд обслуживания аэродромов. Организованные им аэродромы работали безукоризненно.
Разрабатывал методику парашютных прыжков с аэростата. В 1938—1949 гдах совершал прыжки с аэростата в кислородной маске с высоты 8 — 11 км, подъёмы на свободных аэростатах на высоту до 11 км для проведения научных исследований, оставаясь на этих высотах в открытой гондоле с кислородной маской до пяти часов. 11 августа 1945 года вместе с Георгием Голышевым на аэростате «СССР ВР-79» совершил первый в послевоенный период высотный полёт и достигли высоты 11 451 м. Полёт был испытательным и по специальному заданию — на высоте 10 436 м корзину аэростата покинул парашютист-испытатель подполковник ВДВ Наби Аминтаев. Не раскрывая парашюта, он пролетел 150 секунд, и только за 11 секунд до успешного приземления раскрыл парашют на высоте 710 м. 27 апреля 1949 года вместе с Александром Крикуном при полёте на субстратостате СССР ВР-79 объёмом 2650 м³. установил всесоюзный рекорд высоты прыжка (11 668 м). 22 июня 1949 года выполнил ночной прыжок с самолёта с высоты 10 370 м, установив мировой рекорд.
Выполнил более восьмисот парашютных прыжков и около двухсот полётов на воздушных шарах. Ему принадлежит ряд мировых и всесоюзных парашютных и воздухоплавательных рекордов. В последние годы жизни тяжело болел и был прикован к постели, а также лишился зрения. Не сломался духом и написал книгу «Записки спортсмена-воздухоплавателя и парашютиста».

## Награды
- орден Красного Знамени (15.08.1944)[4]
- ордена Красной Звезды (03.11.1944)[5][6][7]
  - медали в том числе:
  - «Партизану Отечественной войны» 1-й степени (21.02.1944)[8]
  - «За оборону Москвы» (1944)[8]
  - «За Победу над Германией в Великой Отечественной войне 1941—1945 гг.» (1945)[8]

Почетные звания:
- Мастер парашютного спорта СССР[2].
- Заслуженный мастер спорта СССР (1949)[2].

## Мемуары
- Полосухин П. П. «Записки спортсмена-воздухоплавателя и парашютиста»— М.:Физкультура и спорт, 1958.